# Amphipyra berbera
Amphipyra berbera là một loài bướm đêm trong họ Noctuidae.

## Hình ảnh

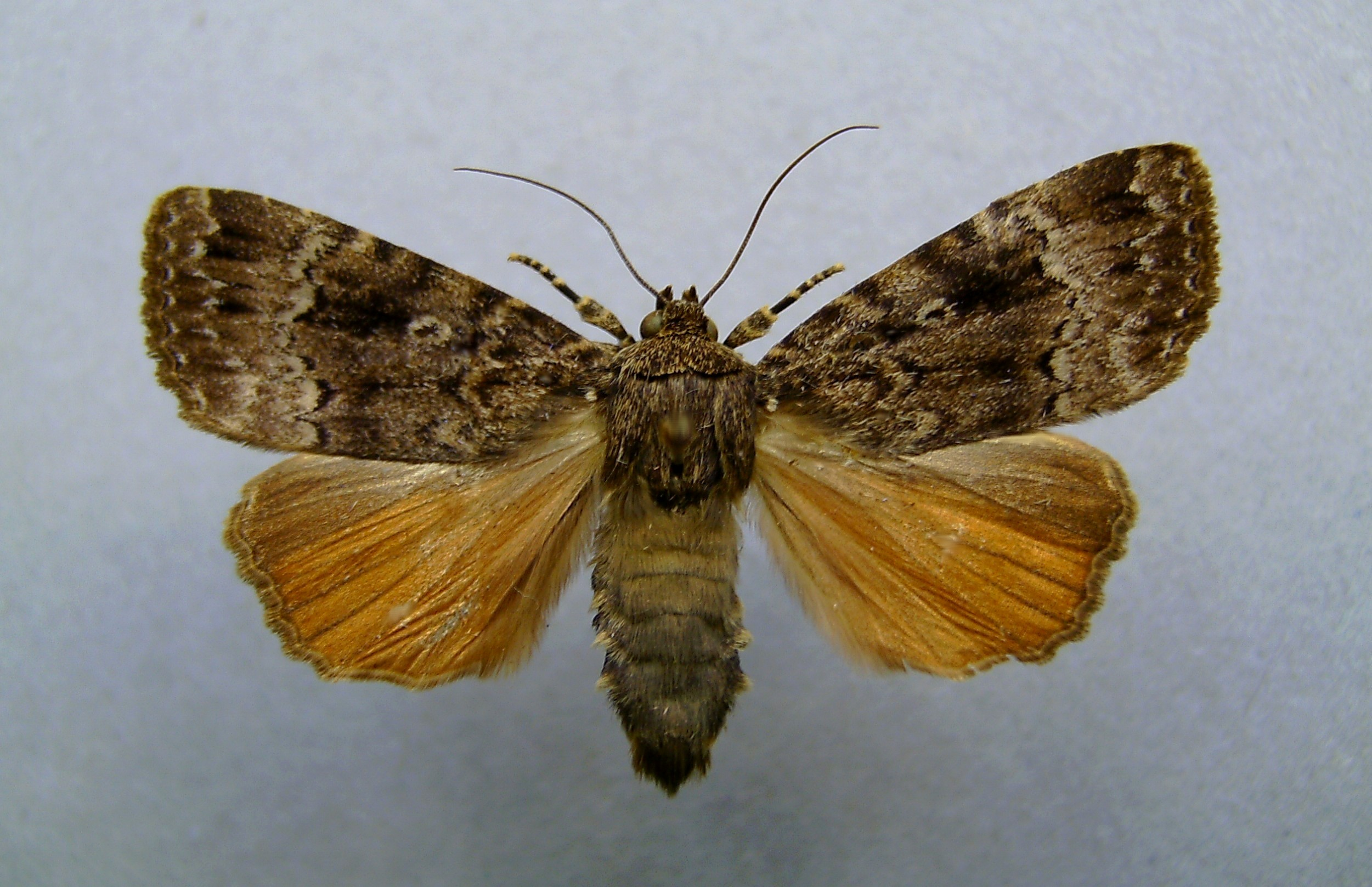
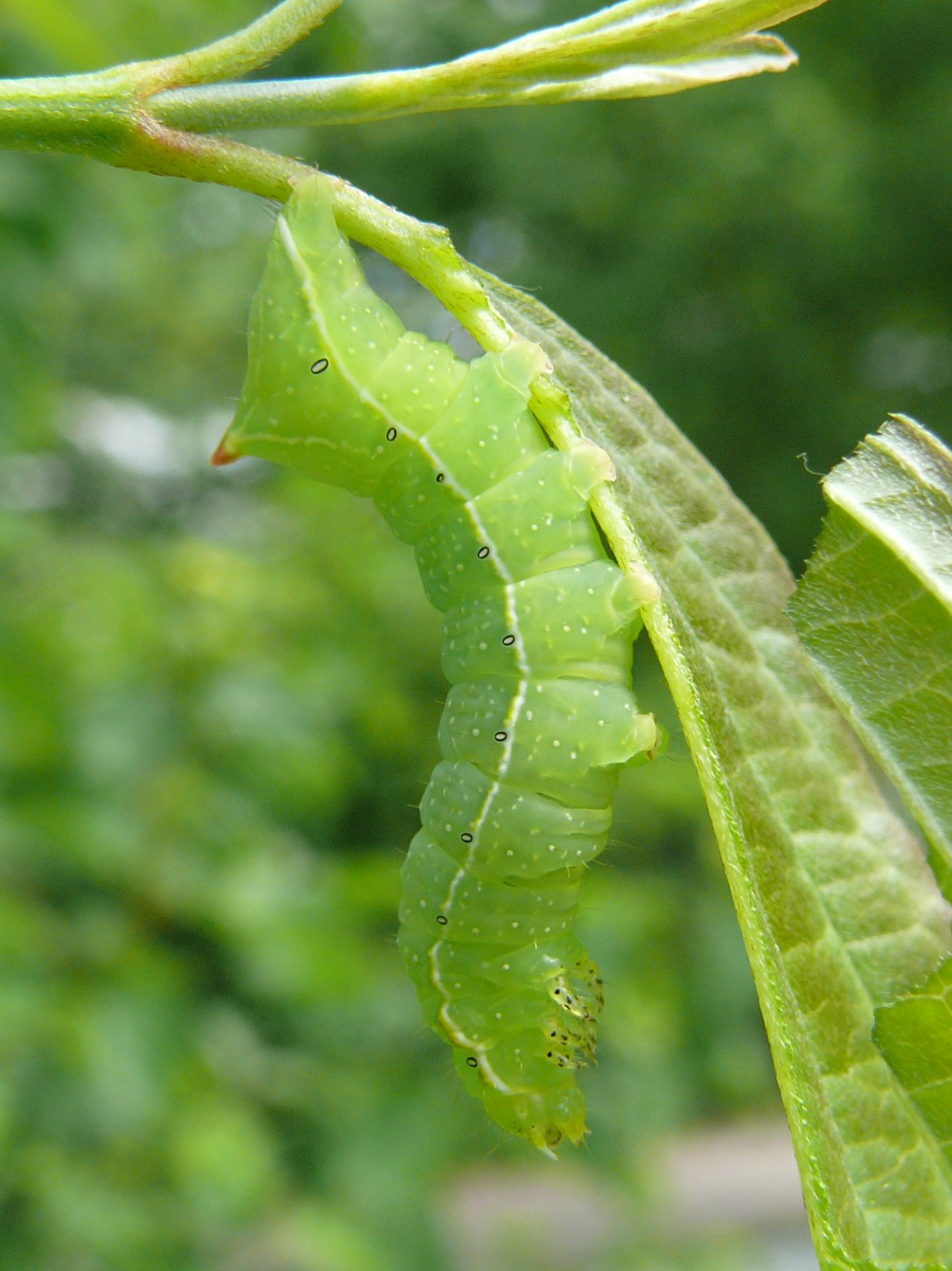
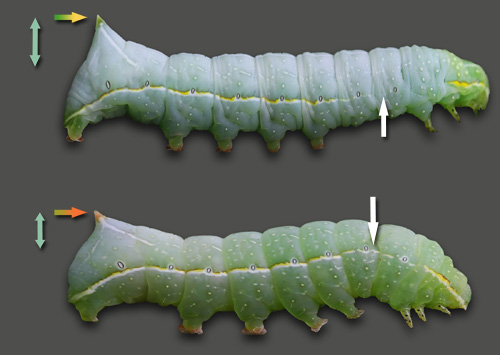
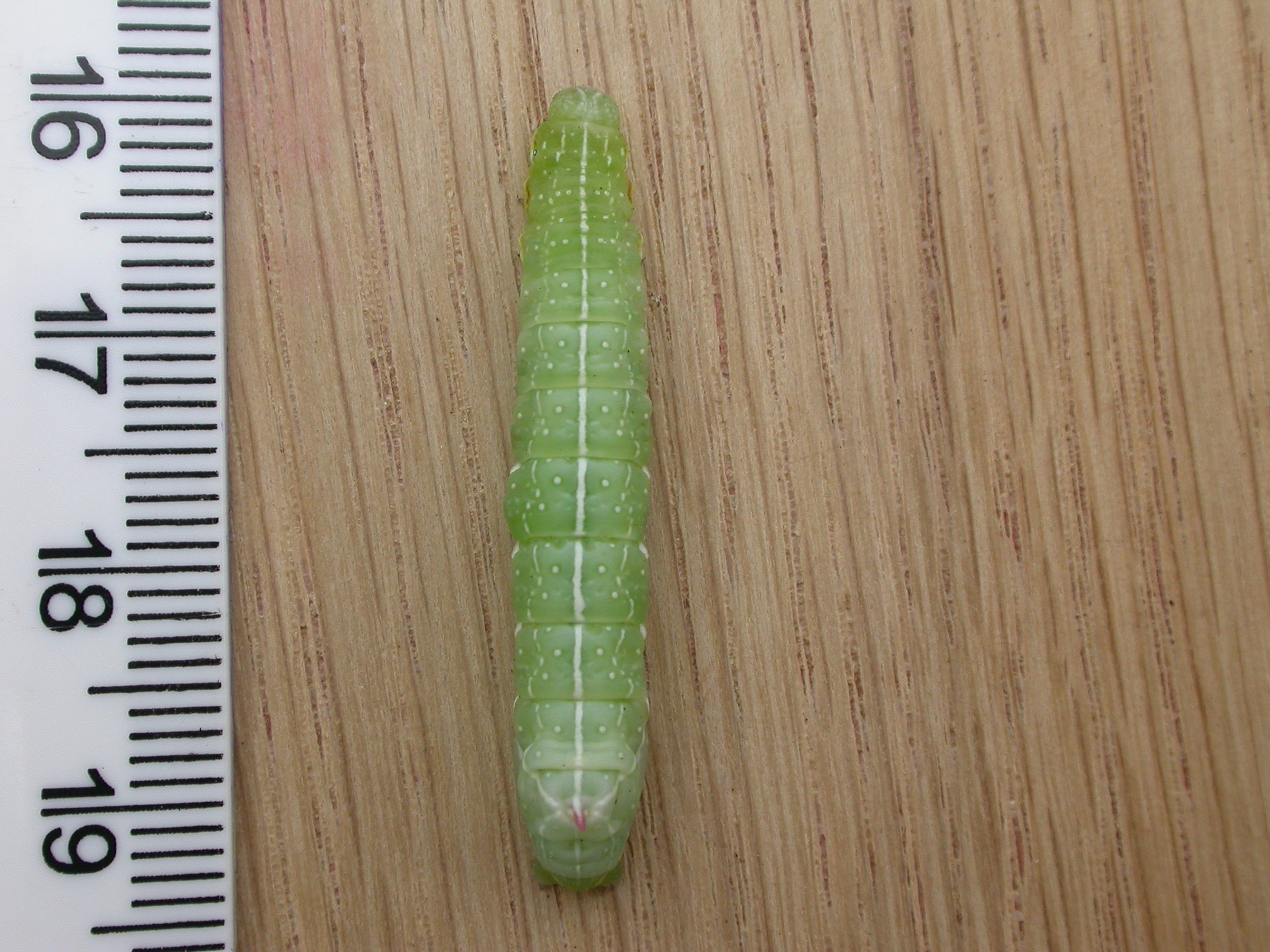